# كروسندرة دغيلية
كروسندرة دغيلية (الاسم العلمي:Crossandra fruticulosa) هي نوع من النباتات تتبع جنس الكروسندرة من الفصيلة الأقنتية.